# Firmicus paecilipes
Firmicus paecilipes es una especie de araña cangrejo del género Firmicus, familia Thomisidae.

## Distribución
Esta especie se encuentra en Etiopía.